# Louise Rosalie Allan-Despréaux
Pour les articles homonymes, voir Ross, Allan et Despréaux.
Louise Rosalie Allan-Despréaux (20 février 1810 à Mons - 22 février 1856 à Paris) est une actrice française.

## Biographie
Née Louise-Rosalie Ross, la future Mademoiselle Despréaux est découverte par le grand Talma à Bruxelles et est engagée à la Comédie-Française pour interpréter des rôles d'enfants, pendant qu'elle étudie au Conservatoire. En 1825, elle est engagée pour jouer les rôles d’ingénues. Sa première apparition est dans L'Argent, où elle joue le rôle de Jenny.
En 1831, le directeur du théâtre du Gymnase la persuade de rejoindre sa troupe et pendant six ans, elle multiplie les succès. Elle épouse alors l'acteur Allan.
En 1837, elle est engagée au théâtre Michel, le célèbre théâtre français de Saint-Pétersbourg qui avait ouvert quatre ans plus tôt. Elle y triomphe dans des emplois de grande coquette pendant plusieurs années devant Nicolas Ier, l'aristocratie russe et l'intelligentsia pétersbourgeoise.
En rentrant à Paris en 1847, elle fait jouer une pièce restée dans l'oubli en France, mais découverte et jouée par elle à Saint-Pétersbourg, Un caprice d'Alfred de Musset, avec qui elle vivra une liaison de 1848 à 1850. C'est le début du succès des pièces de Musset à la Comédie-Française entre autres.
Elle interprète Par droit de conquête, Péril en la demeure, La joie fait peur, Lady Tartuffe, des pièces courtes et subtiles. Jouant aussi aux côtés de la grande tragédienne Rachel, elle est alors à l'apogée de sa carrière.
Alfred de Musset est présent à son enterrement au cimetière du Père-Lachaise (division 73).

## Sources archivistiques
Les Archives nationales de France conservent sous la cote MC/ET/CXXII/1024, pièce 45, le contrat de mariage entre Augustin Allan et Louise Rosalie Ross, dite Despréaux, tous deux artistes au théâtre du Gymnase (2 août 1832).